# کمال آخوند غراوی
کمال آخوند غراوی (زاده ۱۳۳۷ مراوه تپه) با کسب ۳۴۱۲۵۳ رای بعنوان نماینده استان گلستان در ششمین دوره مجلس خبرگان رهبری انتخاب شد. براساس مذهبش مسلمان اهل تسنن می‌باشد.